# Beer (pel·lícula)
Beer (també coneguda amb el nom de The Selling of America) és una pel·lícula estatunidenca dirigida per Patrick Kelly estrenada el 1985.

## Argument
La cínica executiva de publicitat B. D. Tucker (Loretta Swit), està desesperada per haver de mantenir el compte de la Cerveseria Norbecker, financerament dèbil. Quan tres perdedors (David Alan Grier, William Russ, i Saul Stein) inadvertidament impedeixen un robatori en un bar, Tucker i els seus col·laboradors tramen una campanya masclista de publicitat basada en aquest fet.

## Repartiment
- David Alan Grier: Elliott Morrison
- Dick Shawn: Presentador del programa d'entrevistes
- Kenneth Mars: A.J. Norbecker
- Loretta Swit: B.D. Tucker
- Ren Woods: Mary Morrison
- William Russ: Merle Draggett
- Amy Wright: Stacy